# Plumularia amphibola
Plumularia amphibola is een hydroïdpoliepensoort uit de familie van de Plumulariidae. De wetenschappelijke naam van de soort is voor het eerst geldig gepubliceerd in 2011 door Watson.